# Maxim Maximowitsch Litwinow

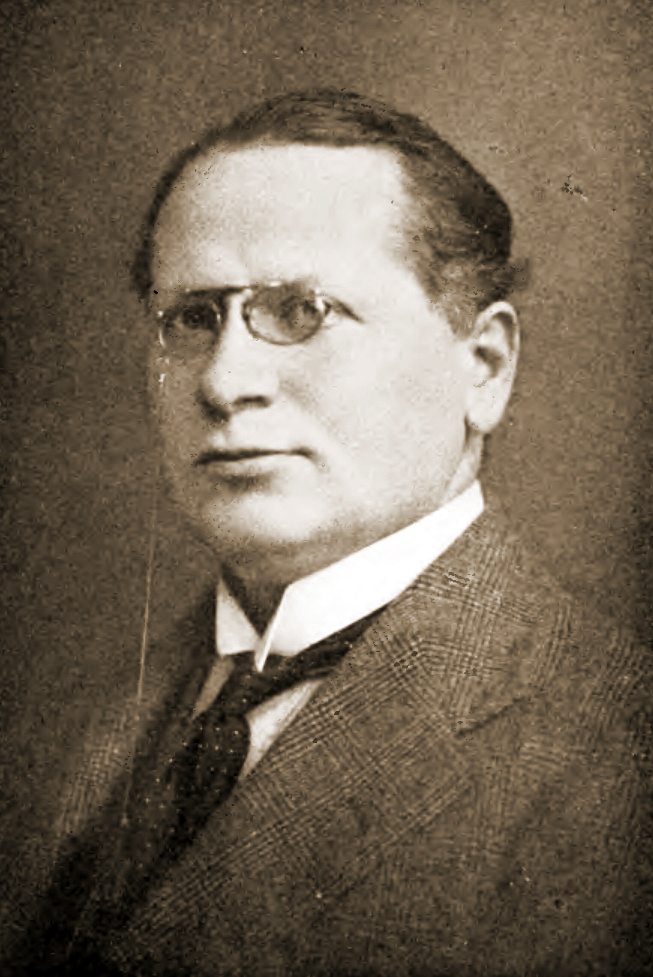
Maxim Litwinow um 1920

Maxim Maximowitsch Litwinow (russisch Максим Максимович Литвинов, wiss. Transliteration Maksim Maksimovič Litvinov, eigentlich Max (Meir) Wallach; * 5. Julijul. / 17. Juli 1876greg. in Belostok, Gouvernement Grodno, Russisches Kaiserreich; † 31. Dezember 1951 in Moskau) war ein sowjetischer Revolutionär, Außenpolitiker und Diplomat. Er war von 1930 bis 1939 Volkskommissar für Auswärtige Angelegenheiten und während des Zweiten Weltkriegs Botschafter in den USA.

## Vor 1918
Litwinow wurde 1876 in Białystok, das damals zum russischen Teil Polens gehörte, als Meir Henoch Mojszewicz Wallach-Finkelstein, Sohn einer wohlhabenden jüdischen Bankiersfamilie, geboren. Nach dem Besuch des Gymnasiums in Białystok diente er von 1893 bis 1898 in der russischen Armee und war in Baku stationiert. Möglicherweise lernte er schon im Kaukasus Josef Stalin kennen. Litwinow schloss sich 1898 der Sozialdemokratischen Arbeiterpartei Russlands (SDAPR) an und wurde 1900 Mitglied eines Parteiausschusses in Kiew, doch 1901 wurde der ganze Ausschuss verhaftet. Nach 18-monatiger Gefangenschaft führte Litwinow einen Ausbruch von elf Insassen aus einem Kiewer Gefängnis an und lebte im Exil in der Schweiz, wo er Redakteur für die Zeitung Iskra war. 1903 schloss er sich dem bolschewistischen Flügel der SDAPR an und kehrte nach Russland zurück, wo er während der Russischen Revolution 1905 in Sankt Petersburg für die Zeitung Nowaja Schisn (Neues Leben) tätig war.
1906 musste er zum zweiten Mal ins Exil gehen und war danach bis 1918 in Westeuropa tätig, wo er Waffen und Geld für die bolschewistische Bewegung beschaffte. Dabei arbeitete er mit Leonid Krassin und Stalin zusammen, mit dem er 1907 ein Zimmer in Whitechapel in London teilte.
In London war er für das Internationale Sozialistische Büro tätig und hatte Kontakt zu Georgi Tschitscherin, Iwan Maiski, Fjodor Rotstein und Alexandra Kollontai, die später alle eine wichtige Rolle in der sowjetischen Außenpolitik spielten. Außerdem lernte er hier seine spätere Ehefrau Ivy Lowe kennen, die er 1916 heiratete. Sie wurde später als Schriftstellerin bekannt. Sie stammte aus einer wohlhabenden jüdischen Familie, die nach dem erfolglosen Aufstand in Ungarn 1848 nach England geflohen war. 1907 wurde er zum Sekretär der sozialdemokratischen Delegation am Internationalen Sozialistenkongress in Stuttgart ernannt. 1908 wurde er wegen seiner illegalen Geldbeschaffungen in Paris, später auch in London verhaftet. Er hatte versucht, das Geld aus dem Raubüberfall auf die Reichsbank in Tiflis einzutauschen. Im Jahre 1918 wurde er von der britischen Regierung gegen den in Moskau inhaftierten englischen Konsul Robert Hamilton Bruce Lockhart ausgetauscht und in das bolschewistische Russland ausgewiesen.

## 1918 bis 1930
In Sowjetrussland trat Litwinow in den diplomatischen Dienst ein. Er wurde sehr schnell enger Mitarbeiter und die rechte Hand des Volkskommissars für Auswärtige Angelegenheiten (Außenminister) Georgi Wassiljewitsch Tschitscherin und kümmerte sich vor allem um das Verhältnis zu den Westmächten. 1920/1921 leitete er die sowjetische Delegation in den Verhandlungen mit Großbritannien, die im März 1921 in einem Handelsvertrag und einer De-facto-Anerkennung der Sowjetunion durch London mündeten. Am 20. August 1921 unterzeichnete er in Riga einen Vertrag mit der American Relief Administration, der die Hilfslieferungen wegen der im gleichen Jahr akut gewordenen Hungersnot in Gang setzte.
1923 wurde Litwinow stellvertretender Volkskommissar für Auswärtiges der Sowjetunion. In dieser Funktion übernahm er wegen der Krankheit Tschitscherins immer mehr die Führung der laufenden Geschäfte. Wie Tschitscherin lehnte er die Aktivitäten der Komintern ab, die Revolutionen in den kapitalistischen Staaten auslösen wollte, und setzte sich lieber realpolitisch für eine Verbesserung von deren Beziehungen zur Sowjetunion ein. 1923 etwa verlangte er in einem sarkastischen Brief an Grigori Sinowjew, alle Komintern-Agenten aus der Weimarer Republik abzuziehen, dem einzigen wichtigen Staat in Europa, der einigermaßen gute Beziehungen zur Sowjetunion unterhielt. 1925 schrieb er einen ähnlichen Brief an Schljapnikow, den Geschäftsträger in Paris, dessen bolschewistische Rhetorik der Verbesserung der Beziehungen zu Frankreich im Wege stand.
Litwinows Außenpolitik zielte vor allem auf die Etablierung eines Systems der Kollektiven Sicherheit in Ostmitteleuropa. Dazu strebte er Nichtangriffspakte mit den Nachbarländern der Sowjetunion an. Der erste dieser Art wurde am 28. September 1926 mit Litauen unterzeichnet. Am 9. Februar 1929 folgte das Litwinow-Protokoll zwischen der Sowjetunion, Rumänien, Polen, Lettland und Estland, das den Briand-Kellogg-Pakt zur Ächtung des Krieges vorfristig in Kraft setzte.

## 1930 bis 1939
Am 21. Juli 1930 folgte Litwinow Tschitscherin offiziell als Volkskommissar für Auswärtige Angelegenheiten nach. In dieser Funktion setzte er seine Politik der Annäherung an die Westmächte und die Kleine Entente fort und schloss Nichtangriffspakte mit Finnland (21. Januar 1932), Lettland (5. Februar 1932), Estland (4. Mai 1932), Polen (25. Juli 1932), Frankreich (29. November 1932) und Italien (2. September 1933); am 21. August 1937 folgte ein Nichtangriffspakt mit China. Auf diese Weise wollte er der Sowjetunion Sicherheit vor den kapitalistischen Mächten verschaffen, mit denen sie sich im Polnisch-Sowjetischen Krieg und im Bürgerkrieg hatte auseinandersetzen müssen. Litwinows Fokus änderte sich aber 1933, als sich die Beziehungen zum Deutschen Reich nach der nationalsozialistischen Machtergreifung rapide verschlechterten. Um eine internationale Isolierung zu vermeiden, bemühte er sich um eine Verbesserung der Beziehungen zu Frankreich. Am 18. September 1934 trat die Sowjetunion dem Völkerbund bei, den die sowjetische Propaganda bis dahin noch als „Kommandozentrale des Weltimperialismus“ geschmäht hatte – die Sowjetunion erhielt sogar einen Sitz in dessen Ständigem Rat. Am 2. Mai 1935 schloss Litwinow einen Beistandsvertrag mit Frankreich ab. Einige Tage später wurde ein vergleichbarer Vertrag mit der Tschechoslowakei unterzeichnet. Beide Verträge knüpften eine gegenseitige Beistandsverpflichtung allerdings an ein vorheriges Völkerbundmandat und schlossen damit eine unmittelbare militärische Reaktion aus. Zu Verhandlungen zwischen den militärischen Strukturen beider Staaten kam es folgerichtig nicht. Zudem lehnte Frankreich es in den Verhandlungen ab, eine Sicherheitsgarantie für die baltischen Staaten in diesem Pakt zu verankern, weshalb Litwinow seinerseits das sowjetische Gegenseitigkeitsangebot, eine Sicherheitsgarantie für Belgien, die Schweiz und das entmilitarisierte Rheinland zu geben, ebenfalls zurückzog.
Dem Ziel, eine Koalition gegen Hitler zu bilden, war auch der Versuch gewidmet, die Isolation der Sowjetunion zu überwinden und die Anerkennung der Sowjetunion als Staat durch die Vereinigten Staaten zu erringen. Nachdem die Vorgänger Franklin D. Roosevelts als Präsidenten die Anerkennung immer abgelehnt hatten, gelang Litwinow die Anerkennung der Sowjetunion als Staat in der ersten Amtszeit Roosevelts, der in der Sowjetunion ein Gegengewicht zu Deutschland und Japan sah. Nach einem Treffen Litwinows mit Roosevelts Vertrauten Bernard Baruch im Juli 1933 in Vichy wurden von William C. Bullitt, Cordell Hull und Henry Morgenthau ein Memorandum zur Anerkennungsfrage erstellt, worauf im Oktober 1933 der Briefwechsel zwischen Roosevelt und Kalinin erfolgte. Noch im Oktober begann Litwinow seine Reise in die Vereinigten Staaten. Am 16. November wurde der Abschluss der Verhandlungen von Roosevelt und Litwinow in Washington bekanntgegeben. Die beiden Staaten verpflichteten sich, sich gegenseitig nicht in die Innenpolitik des anderen einzumischen. Die Schuldenrückzahlung, die ein wichtiger Grund für die Nichtanerkennung der Sowjetunion gewesen war, wurde jedoch nicht geregelt.
Litwinows Politik der Annäherung an die Westmächte muss, gemessen an seinen Zielen, als erfolglos betrachtet werden.
Litwinow war von 1934 bis 1941 Mitglied des ZK der KPdSU, er gehörte jedoch nicht dem Politbüro an, das nach außen das Machtzentrum der Sowjetunion darstellte. Er war Stalins Kontaktmann zu Roosevelt und Winston Churchill. Möglicherweise bewahrte ihn das vor innerparteilichen „Säuberungen“ z. B. während der Zeit des Großen Terrors.
Am 3. Mai 1939 wurde Litwinow abgesetzt und Wjatscheslaw Molotow, bereits ab 1930 Vorsitzender des Rates der Volkskommissare (Regierungschef), zum Außenminister der UdSSR ernannt. Molotow hatte damit zwei Ämter zu bekleiden, bis Stalin am 7. Mai 1941 von ihm die Regierungsführung übernahm. Einige Historiker bewerten dies vor allem als Stalins Versuch, sich zusätzlich zu den laufenden sowjetischen Verhandlungen über einen Pakt mit den Westmächten eine Hintertür für Verhandlungen mit Deutschland offenzuhalten. Andere Historiker kommen zu dem Schluss, dass Stalin Litwinows Bemühungen, mit den Westmächten ein System kollektiver Sicherheit gegen das Deutsche Reich zu entwickeln, zu diesem Zeitpunkt als gescheitert ansah. Die in der Folge von Molotow verfolgte Linie führte schließlich kurz vor Ausbruch des Zweiten Weltkriegs zum Abschluss des deutsch-sowjetischen Nichtangriffspakts. Nach der sowjetischen Besetzung Ostpolens wurde Litwinow (laut Tagebuch-Notiz von Willy Cohn) am 7. Dezember 1939 Vorsitzender der russischen Austauschkommission in Krakau.

## Nach 1939
Im November 1941 wurde er zum neuen Botschafter in Washington ernannt, wo er am 7. Dezember, dem Tag des japanischen Angriffs auf Pearl Harbor, eintraf. Er unterzeichnete am 1. Januar 1942 für die Sowjetunion die Deklaration der Vereinten Nationen, die die Grundlage der Anti-Hitler-Koalition bildete, und im Juni 1942 ein gegenseitiges Hilfsabkommen mit den USA. Von 1942 bis 1943 übte er gleichzeitig das Amt des Gesandten in Kuba aus. Im August 1943 wurde er, wie auch gleichzeitig Iwan Maiski aus London, aus Washington abberufen, um den Posten als stellvertretender Außenkommissar zu übernehmen.
Er war an der Vorbereitung der Moskauer Außenministerkonferenz im Oktober 1943 beteiligt, bei der erstmals die Frage der territorialen Aufteilung Deutschlands nach dem Krieg besprochen wurde. Zusätzlich wurde er zum Leiter der Sonderkommission des Ministeriums über die Nachkriegsordnung und die Vorbereitung der Friedensverträge ernannt. Am 15. November 1944 legte Litwinow im Memorandum der Kommission vor, dass er für eine Verständigung mit Großbritannien über die freundschaftliche Abgrenzung von Sicherheitssphären in Europa einstehe, wobei er gleichzeitig die sowjetische Interessenssphäre in Europa auf folgende Länder begrenzen wollte: Finnland, Schweden, Polen, Ungarn, Tschechoslowakei, Rumänien, Türkei und die Balkanländer.
Nach seinem 70. Geburtstag 1946 ging er in Pension; nach einem dritten Herzinfarkt starb Maxim Maximowitsch Litwinow 1951 im Kremlkrankenhaus.

## Darstellung Litwinows in der bildenden Kunst (Auswahl)
- Emil Stumpp: Maxim Maximowitsch Litwinow (Kreide-Lithographie, 1931)[8]